# Indire
L'indire était, au Moyen Âge et même aux temps modernes, un impôt seigneurial par lequel un seigneur avait le droit de doubler ses rentes ou les revenus de ses terres, et donc les taxes que lui payait ses vassaux, dans certains cas.
Le seigneur ne pouvait exiger l'indire que dans quatre cas exceptionnels : pour un voyage outre-mer, pour une nouvelle Chevalerie, pour payer la rançon du Seigneur prisonnier de guerre et pour le mariage d'une fille. Ce droit était parfois appelé «  indire aux quatre cas » et dans certaines régions « taille aux quatre cas »
Ce droit a été aboli après la Révolution française par le décret du 15 mars 1790 lors de  l'abolition des privilèges seigneuriaux et féodaux.

## Sources
- Dictionnaire de l'Académie française, 4e édition (1762)
- Charles-Joseph Panckoucke, Encyclopédie méthodique: Jurisprudence, Vol. 5, partie 1, Panckoucke, 1785